# Szymon Pałka
Szymon Pałka (ur. 11 maja 1994 w Rzeszowie) – polski siatkarz, grający na pozycji przyjmującego. Od sezonu 2020/2021 jest zawodnikiem Legii Warszawa.

## Sukcesy klubowe

### juniorskie
Mistrzostwa Polski Kadetów:
- 2010

Mistrzostwo Młodej Ligi:
- 2011
- 2012

Mistrzostwa Polski Juniorów:
- 2013
- 2012